# Clã Mito
O Clã Mito (水戸徳川家, Tokugawa Mito-ke) foi um ramo do Clã Tokugawa baseado no Domínio de Mito na Província de Hitachi na atual Ibaraki.

## História

Maruni-mitsubaaoi ("círculo em torno de três folhas de malva"), o Mon do Ramo Mito do Clã Tokugawa

Depois do estabelecimento do Shogunato Tokugawa em 1603, Tokugawa Ieyasu nomeou seu décimo primeiro filho, Tokugawa Yorifusa, como daimyo em 1608. Com sua nomeação, Yorifusa tornou-se membro fundador do Ramo Mito do Clã Tokugawa. Junto com os ramos de Kii  e Owari, o ramo Mito representava Gosanke ("as honrados três casas dos Tokugawa").
Embora o Mito tivesse muito menos terra e riqueza do que qualquer um dos outros dois ramos, mantiveram uma influência considerável ao longo do Período Edo. Proximidade do Domínio de Mito com a capital do Shogunato Edo foi um fator que contribui para esta potência, bem como o fato de que muitas pessoas consideravam não oficialmente o daimyo de Mito como um "vice-shogun" (tenka no fuku shogun). O ramo de Mito no entanto, como o menor do Gosanke, não era elegível para o posto de Shogun.
Tokugawa Mitsukuni, o terceiro filho de Yorifusa, tornou-se o segundo daimyo de Mito em 1661. Mitsukuni deu ainda maior status a Mito ao patrocinar o Dai Nihon-shi (A História do Grande Japão) em 1657 através da escola do Han a Mitogaku. O empreendimento vai lançar Mito como um centro de pensamento intelectual.
O 15º Líder da Casa Mito é Tokugawa Narimasa (徳 川 斉 正) (Nascido em 1958). A partir de julho de 2009, ele também se tornou o diretor do Museu dos Tokugawa de Mito. É um morador de Tóquio, que viaja para Mito durante os fins de semana
.

## Líderes do Clã
1. Tokugawa Yorifusa (1603-1661)
2. Tokugawa Mitsukuni (1628-1701)
3. Tokugawa Tsunaeda (1656-1718)
4. Tokugawa Munetaka (1705-1730)
5. Tokugawa Munemoto (1728-1766)
6. Tokugawa Harumori (1751-1805)
7. Tokugawa Harutoshi (1773-1816)
8. Tokugawa Narinobu (1797-1829)
9. Tokugawa Nariaki (1800-1860)
10. Tokugawa Yoshiatsu (1832-1868)
11. Tokugawa Akitake (1853-1910)
12. Tokugawa Atsuyoshi (1855-1898)
13. Tokugawa Kuniyuki (1868-1969)
14. Tokugawa Kuninari (1912-1986)
15. Tokugawa Narimasa (1958-)